# Sinister 2
Sinister 2 je americký hororový film z roku 2015, která režíroval Ciaran Foy. V USA měl film premiéru 21. srpna 2015 a v České republice 10. září téhož roku. 

## Příběh
Svobodná matka Courtney Collinsová se nastěhuje do venkovského opuštěného domu se dvojčaty Dylanem a Zachem. Ovšem se začínají dít nevysvětlitelné věci a Dylan, který je citlivější než Zach, objeví starou promítačku. Poznává duchy dětí, kteří se mu svěřují s démonickým tajemstvím  dávají mu pásky s vraždami rodin. Dylan na to nemá a tak si děti vyberou Zacha, aby obětoval celou rodinu  naplnil tak úkol od démonické bytosti. Konec je však nejasný.

## Obsazení
| James Ramsone       | detektiv            |
| Shannyn Sossamon    | Courtney Collinsová |
| Robert Daniel Sloan | Dylan Collins       |
| Dartanian Slaon     | Zach Collins        |
| Lea Coco            | Clint Collins       |
| Nicholas King       | démon Bagul         |
| Tate Ellington      | Dr. Stomberg        |